# Paul Brann

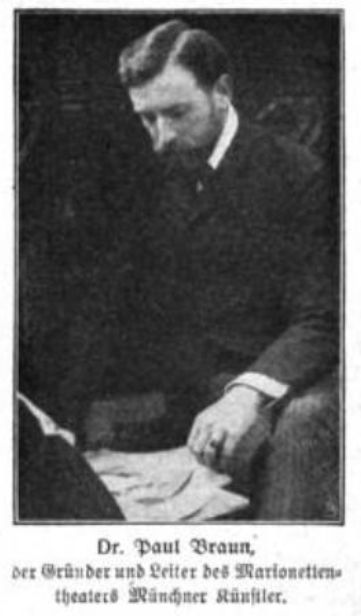
Paul Brann, 1908

Paul Brann (* 5. Januar 1873 in Oels; † September 1955 in Oxford) war ein deutscher Puppenspieler, Schriftsteller und Schauspieler.

## Leben

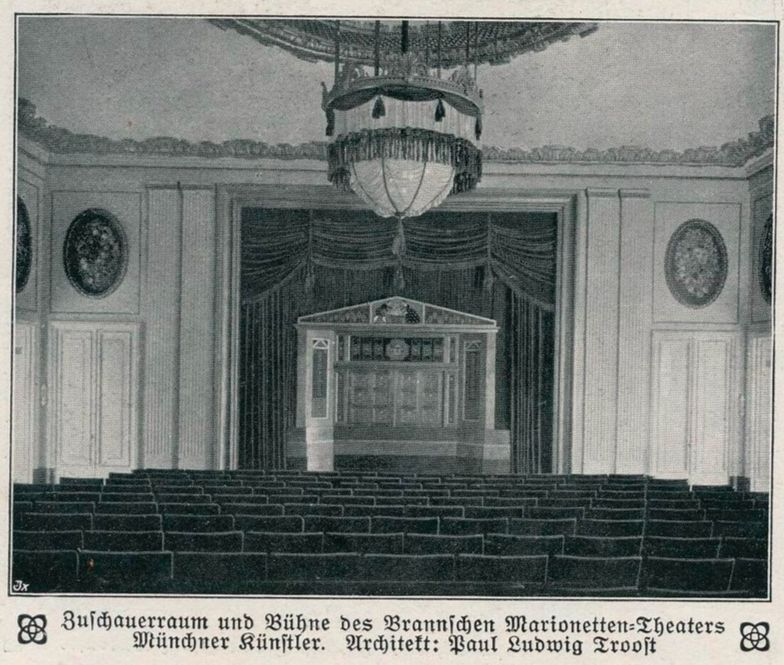
Innenraum des Marionettentheaters Münchner Künstler, um 1914

Geboren als Sohn einer wohlhabenden Gutsbesitzerfamilie in Oels, leistete Brann zunächst den einjährigen Freiwilligendienst im 11. schlesischen Grenadier-Regiment zu Breslau, wo er Friedrich Kayssler kennenlernte. Ab Herbst 1896 bis zumindest Ostern 1899 studierte er in Berlin, aber hielt sich seit 1897 öfters in München auf, wo er sich unter vielerlei Einflüssen stärker hin zu künstlerischen Tätigkeitsfeldern orientierte.

Plakat von Ignatius Taschner für das Marionettentheater Münchner Künstler, 1908

1906 gründete Brann das Marionettentheater Münchner Künstler, das sich 1908 in einem ersten Holzbau und ab 1910 in einem von Paul Ludwig Troost erbauten neoklassizistischen Steingebäude (zerstört um 1945) auf dem Ausstellungsgelände an der Theresienwiese befand. Seine Vorbilder waren zunächst Josef Leonhard Schmid und Franz von Pocci. Brann eröffnete sein Marionettentheater mit einer Vorstellung von Poccis Theaterstück Das Eulenschloß (Musik: Alfred Pauer). Brann wollte mit seinem Marionettentheater ein Gesamtkunstwerk schaffen. In seinem Spielplan fand sich neben historischen Werken wie Kasperl als Porträtmaler von Franz Graf von Pocci auch zeitgenössische Dramatik wie Der tapfere Cassian von Arthur Schnitzler (Musik: Oscar Straus), Der Tod des Tintagiles von Maurice Maeterlinck, Singspiele, politische Satiren und Grotesken. Viele Stücke, die Paul Brann mit seinem Marionettentheater aufführte, wandten sich ausschließlich an ein gebildetes Erwachsenenpublikum.
Für die Herstellung seiner Marionetten und des Bühnenbilds seiner Inszenierungen arbeitete Brann mit bildenden Künstlern wie Olaf Gulbransson, Jakob Bradl, Josef Wackerle, Wilhelm Schulz, Ignatius Taschner, Julius Dietz und Ernst Stern zusammen, die jeweils für den gesamten optischen Teil der Inszenierung verantwortlich waren.

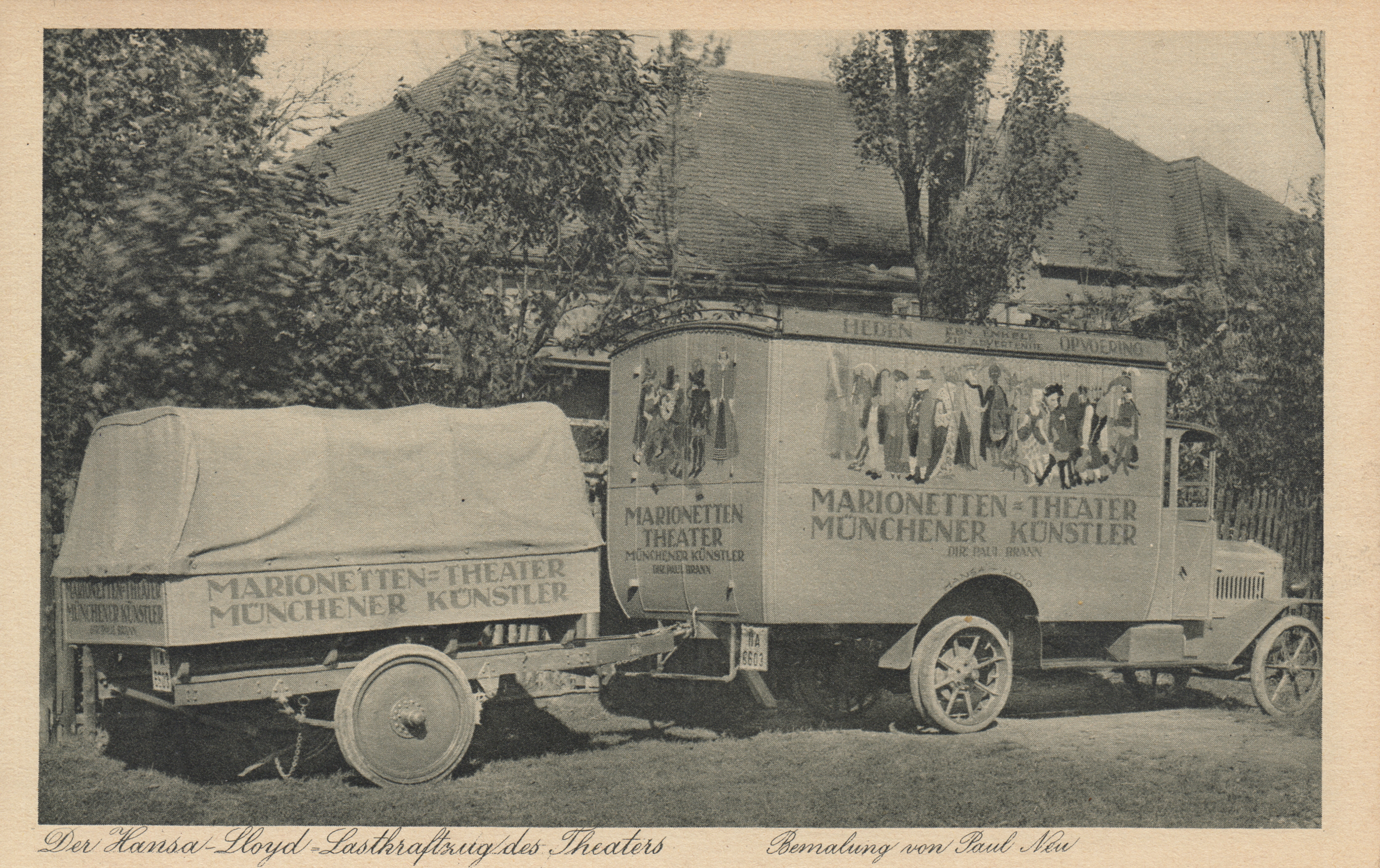
Lastkraftzug des Brann'schen Puppentheaters, ca. 1921

Paul Brann gastierte 1908 im Wiener Jugendstilkabarett Cabaret Fledermaus und 1914 an der Theaterkunstausstellung in Zürich. Seine Tourneen führten ihn auch nach Budapest, Paris, in die Niederlande und nach Großbritannien.
Im Ersten Weltkrieg leistete Paul Brann Kriegsdienst und geriet in Kriegsgefangenschaft. 1934 emigrierte Brann, der 1912 vom jüdischen zum christlichen Glauben konvertierte und nach der Machtergreifung durch die Nationalsozialisten Angriffen und Schikanen ausgesetzt war, bei einer Tournee durch England nach Oxford. Mit Ausbruch des Zweiten Weltkriegs beendete Paul Brann seine Spieltätigkeit in Großbritannien und hielt noch Vorträge in Schulen. 
Paul Brann heiratete 1914 Gabriele Biermer, sie hatten drei Kinder. Eine Autobiographie blieb wegen zunehmender körperlicher Gebrechen unvollendet. Im Münchener Stadtteil Feldmoching-Hasenbergl ist die Paul-Brann-Straße nach ihm benannt. Der Nachlass des Marionettentheaters Münchner Künstler wird im Münchner Stadtmuseum aufbewahrt.